# Tornados de 1948
Esta página documenta los tornados y brotes de tornados de 1948, principalmente en los Estados Unidos. La mayoría de los tornados registrados se forman en los Estados Unidos, aunque algunos eventos pueden tener lugar internacionalmente. Las estadísticas de tornados para años anteriores como este a menudo parecen significativamente más bajas que en años modernos debido a menos informes o tornados confirmados.
Todos los tornados significativos documentados antes de 1950 en los Estados Unidos recibieron clasificaciones no oficiales por parte de expertos en tornados como Thomas P. Grazulis, que se utilizan en las clasificaciones que se presentan a continuación. La mayoría de estos registros se limitan a tornados significativos, aquellos clasificados como F2 o más en la escala Fujita, o que causaron una muerte. Algunos de los eventos listados fueron familias de tornados en lugar de un solo tornado. También no hay conteos oficiales de tornados para cada mes, por lo que no todos los meses están incluidos en este artículo. En los años siguientes, la documentación de los tornados se hizo mucho más extendida y eficiente, con un promedio anual de alrededor de 1,253 tornados. Fuera de los Estados Unidos, varias organizaciones meteorológicas, como el Laboratorio Europeo de Tormentas Severas, clasifican los tornados, lo que se considera una clasificación oficial.

## Eventos

### Total anual de Estados Unidos
| Confirmado Total | Confirmado F0 | Confirmado F1 | Confirmado F2 | Confirmado F3 | Confirmado F4 | Confirmado F5 |
| ≥159             | ?             | ?             | ≥114          | ≥29           | ≥15           | 0             |

## Mayo
Un tornado significativo, clasificado como F2/T5 por el Laboratorio Europeo de Tormentas Severas, golpeó Ahrenshagen-Daskow, Alemania.